# سرگی کوتنکو
سرگی کوتنکو (انگلیسی: Sergey Kotenko؛ زادهٔ ۲ دسامبر ۱۹۵۶) بازیکن واترپلو اهل اتحاد جماهیر شوروی سوسیالیستی-قزاقستان بود.